# 陳威全 (足球運動員)
陳威全（Chen Wei-Chuan，1992年8月29日—），臺灣臺南市人，臺灣足球運動員，司職後衛。目前效力於台灣企業甲級足球聯賽台灣鋼鐵。

## 生平
陳威全出生於臺灣臺南縣，國小就讀於佳里區佳里國小，由於其父親是足球教練，因此於國小四年級便開始接觸足球，並加入該校的足球校隊。國中時期，就讀於佳里國中，也同樣加入該校足球校隊。高中時期，就讀於在臺南以足球聞名的勁旅的國立北門高級中學，並加入北門高中足球校隊中效力，而同屆校隊的隊友包含了目前效力於中甲北京北控的溫智豪。
陳威全在北門高中時期曾隨隊在2007年獲得全國中等學校足球聯賽亞軍及全國青年盃足球錦標賽16歲組冠軍，2008年獲得全國中等學校足球聯賽18歲組季軍，2009年再奪得全國青年盃足球錦標賽冠軍。
高中三年級，陳威全於前往日本進行交流賽時被踢到左腳仍忍痛完賽，直到高中聯賽結束後，前往醫院接受檢查，才確認他的半月軟骨受傷。經手術後休養半年，取出固定用的鋼釘後，又再經過半年復健，陳威全才重回賽場。
大學時期，陳威全考上位於屏東縣的屏東教育大學，由於就讀於屏教大初期，陳威全因傷仍在復健中，因此後來康復後才加入屏教大男子足球校隊。大三時，因學校成立女子足球隊，男子足球隊停止招生，因此他也成為該校男子足球校隊的最後一屆隊員。
研究所時期考上位於臺北市的臺北市立大學，並持續維持個人的足球生涯。
2015年，陳威全入選中華代表隊，隨隊前往南韓光州參與世界大學運動會。。

## 職業生涯

### 俱樂部
陳威全自2013年至2015年之間效力於全國城市足球聯賽的臺北市大同足球隊。並在2014年東亞盃結束後，同年12月，經由經紀人鄧明輝牽線，包含陳威全在內的賴志宣、陳昭安、翁偉賓、吳俊青、蘇德財等人前往位於中國的益陽足球訓練基地接受中甲俱樂部湖南湘濤的測試。然而，起初湖南湘濤僅決議與陳昭安、吳俊青兩位中場球員簽訂合約，但當其餘受測球員準備返臺之際，決定再與陳威全簽約，也使得他於2015年開始加入到湖南湘濤俱樂部中。
自此湖南湘濤俱樂部共有三位臺灣足球運動員於隊中效力，但僅有陳昭安一人於2015年時被湖南湘濤列入一線隊的大名單中，陳威全與吳俊青則繼續在預備隊裡效力。
2015年底，中國足球協會正式發布新外援規定，原本在中國各級職業足球聯賽中算屬於內援的香港、澳門、臺灣足球運動員改列為外援，加上湖南湘濤於2014-15中加賽季中的戰績十分不理想，全季僅獲得8勝5平17負，積分29分排名第14位，只差一個名次就會被降至中國乙級足球聯賽。因此俱樂部方面決定進行陣容大改組，最後決定與陳威全、吳俊青解除合約。陳威全遭解約後，於2016年1月回到臺灣。
回到臺灣後，陳威全再次回到大同足球隊中，並隨隊獲得2016年全國城市足球聯賽的亞軍。

### 國家隊
陳威全國中時期曾入選過中華臺北U13代表隊。後來也入選過中華臺北U22培訓隊名單中。首次入選中華臺北男子足球代表隊是在2018年世界盃資格賽亞洲區第一輪中，中華臺北對上汶萊的比賽。爾後另外兩場，主場對上伊拉克以及客場對上越南時，陳威全也都有進入到中華臺北出賽大名單中。
2016年3月19日，中華臺北主場與關島的友誼賽中，陳威全也進入到出賽大名單中，並於比賽第79分鐘時，隊友柯昱廷開角球，並且陳威全頂進該球，使得中華臺北以3:2逆轉賽況並最終取勝。

## 國家隊生涯統計

### 國家隊代表次數
| 中華台北                 | 中華台北 | 中華台北 | 中華台北 |
| 年度                     | 出賽     | 進球     | 參考     |
| ------------------------ | -------- | -------- | -------- |
| 2015                     | 3        | 0        | [ 14 ]   |
| 2016                     | 2        | 0        | [ 14 ]   |
| 2017                     | 6        | 0        | [ 14 ]   |
| 2018                     | 8        | 0        | [ 14 ]   |
| 2019                     | 9        | 0        | [ 14 ]   |
| 2021                     | 2        | 0        | [ 14 ]   |
| 2022                     | 1        | 0        | [ 14 ]   |
| 總計                     | 31       | 0        | [ 14 ]   |
| 最後更新於2022年12月14日 |          |          |          |

### 國家隊進球紀錄
| 進球紀錄 | 日期          | 地點                               | 對手 | 比分 | 賽果 | 比賽類型                         |
| -------- | ------------- | ---------------------------------- | ---- | ---- | ---- | -------------------------------- |
| #        | 2016年3月19日 | 臺灣台北田徑場                     | 關島 | 3-2  | 3-2  | 友誼賽                           |
| #        | 2016年6月30日 | 關島迪迪多關島足球協會國家訓練中心 |      | 2-0  | 8-1  | 2017年東亞足球錦標賽外圍賽第一輪 |

## 資料來源
1. 1 2 3  . 運動視界. 2015-06-14  [2016-04-24]. （原始内容存档于2021-02-26） （中文（臺灣））.
2. ↑  . 佳里國小足球校隊. 2014-12-22  [2016-04-24]. （原始内容存档于2017-04-02） （中文（臺灣））.
3. 1 2 3 4 5 6 7 8 9 10  林家希. . SSU大專學生運動網. 2016-03-30  [2016-04-24]. （原始内容存档于2016-04-01） （中文（臺灣））.
4. ↑  . 中華民國足球協會. 2011-10-25  [2016-04-24]. （原始内容存档于2017-04-02） （中文（臺灣））.
5. ↑  . 今日新聞. 2009-12-23  [2016-04-24]. （原始内容存档于2017-04-03） （中文（臺灣））.
6. 1 2  路皓惟. . 今日代誌.   [2016-04-24]. （原始内容存档于2017-04-02） （中文（臺灣））.
7. ↑  . 足巢 football Home.   [2016-04-24]. （原始内容存档于2017-04-02） （中文（臺灣））.
8. 1 2  張克銘. . 東森新聞雲. 2014-12-19  [2016-04-24]. （原始内容存档于2017-04-02） （中文（臺灣））.
9. 1 2 3  魏立信. . 東森新聞雲. 2015-12-25  [2016-04-24]. （原始内容存档于2017-07-13） （中文（臺灣））.
10. ↑  王毓健. . 蘋果日報. 2015-12-14  [2016-04-24]. （原始内容存档于2017-04-02） （中文（臺灣））.
11. ↑  . 中華民國足球協會. 2016-04-24  [2016-04-24]. （原始内容存档于2016-05-09） （中文（臺灣））.
12. ↑  鄭廷瑋. . Yahoo新聞. 20196-03-19  [2016-04-24]. （原始内容存档于2017-04-02） （中文（臺灣））.
13. ↑  林宗偉. . 自由時報. 2015-03-19  [2016-04-24]. （原始内容存档于2018-11-26） （中文（臺灣））.
14. ↑  . national football teams.   [2016-04-24]. （原始内容存档于2018-03-15） （中文（臺灣））.